# ابوشنیب
ابوشنیب (به عربی: أبو شنیب) یک منطقهٔ مسکونی در سودان است که در جزیره (ایالت سودان) واقع شده‌است.